# Салваторе Сиригу
Салваторе Сиригу  (роден на 12 януари 1987 в Нуоро, Сардиния) е италиански футболист, играе като вратар и се състезава за Палермо.

## Клубна кариера
Сиригу започва футболната си кариера в младежките формации на Венеция. През 2005 г. преминава в Палермо и изиграва първите си мачове за първия отбор през сезон 2006/07 срещу Сампдория за Купата на Италия и срещу Фенербахче за Лига Европа.
На 12 юли 2007 г. Палермо го праща под наем в клуба от Серия Ц1 Кремонезе, за да натрупа опит.
Сезон 2008/09 прекарва в клуба от Серия Б Анкона, но изиграва само 15 мача, защото е предпочетен бразилецът Да Коща.
Сиригу се завръща в Палермо за следващия сезон и е резерва на бразилския страж Рубино. След поредица от слаби изяви на Рубино, треньорът на Палермо Валтер Дзенга, който е бивш вратар, поставя Сиригу на вратата в 6-ия кръг срещу Лацио. Мачът е изигран на 27 септември 2009 г. и завършва 1 – 1. В следващия кръг отново застава като първи избор и не допуска гол при победата с 2 – 0 над Ювентус. От този момент нататък Сиригу се затвърждава като първ вратар на Палермо и принуждава Рубино да премине под наем в Ливорно през януари.
На 21 октомври 2009 г. Сиригу подписва нов договор с Палермо, който изтича през лятото на 2014 г.
На 28 юли 2011 г. Сиригу преминава във френския клуб Пари Сен Жермен. Сумата по трансфера е 3.5 милиона евро. Още през август е избран за третия най-добър футболист през месеца след Кевин Гамейро и Хавиер Пасторе. Успешно успява да се пребори с Никола Душе за титулярното място на вратата на „парижани“.

## Национален отбор
На 21 август 2007 г. прави дебюта си за Италия до 21 години в контрола срещу отбора на Франция. Преди този мач, Сиригу има опит с отборите на Италия до 18 и до 19 години.
На 28 февруари 2010 г. получава първата си повиквателна за Италия за контролата срещу Камерун, играно в Монако, но не се появява на терена.
Включен е в първоначалния списък на Марчело Липи за Световното първенство през 2010 г., но не попада в окончателния състав от 23-ма души.
След като треньор на Италия става Чезаре Прандели, Сиригу е повикан за контролата срещу Кот д'Ивоар. В тази среща записва своя дебют, а Италия губи с 1 – 0.
Избран е в състава, който представя Италия на Евро 2012, като трети избор след Джанлуиджи Буфон и Морган Де Санктис.